# Campaña de Al Raqa
La campaña por al Raqa nombrada Operación Furia del Éufrates fue una acción militar lanzada por las Fuerzas Democráticas Sirias (SDF o FDS) contra el Estado islámico  (Daesh) en el Gobernación de al Raqa, con el objetivo de aislar y finalmente capturar la ciudad capital del Estado islámico, Raqqa. Durante la ofensiva capturaron la represa de Tabqa en la ciudad cercana de al-Thawrah, el aeródromo y la ciudad de Al Raqa entre otras villas y puntos estratégicos.

## Contexto
En octubre de 2016, el Secretario de Defensa de Estados Unidos, Ash Carter solicitó una ofensiva en Raqa para tener un ataque simultáneo con la Batalla de Mosul en Irak. Declaró que los EE. UU. cooperaría con sus aliados para lanzar una "operación de aislamiento" alrededor de Raqqa. El 26 de octubre, el Presidente de Turquía Recep Tayyip Erdoğun llamó al Presidente de los Estados Unidos Barack Obama y declaró que no quiera que las unidades de Protección Popular (YPG) participen en la operación prevista, y en cambio, planeaba implicar a las Fuerzas Armadas turcas. El secretario del Reino Unido para Defensa Michael Fallon rechazó la idea de que fuerzas no árabes participen en el ofensiva y pidió una fuerza puramente árabe.
En el mismo día, el comandante de la Coalición Internacional contra Estado Islámico el teniente general Stephen J. Townsend expresó que las fuerzas Democráticas sirias eran el único grupo armado capaz de capturar Raqa en un futuro próximo. Menos tropas de la coalición dirigida por EE. UU. que en la Batalla de Mosul serían desplegados. El 3 de noviembre, el comandante de la brigada Seljuk y portavoz de las SDF el Coronel Talal Silo rehusó la participación de Turquía en la operación.
Después del inicio de la Batalla de Mosul (2016–17) en Irak, muchos de los 20,000 combatiendes de Daesh que se estimaban vivían en la ciudad huyeron a Raqa.

## Anuncio
Las SDF anunciaron el inicio de la operación el 6 de noviembre de 2016, en la ciudad de Ayn Issa. La intención era proceder en dos fases, primero capturando áreas alrededor de Raqa y aislando la ciudad, avanzando en tres frentes, para entonces tomar el control de la ciudad. Las SDF pidieron el apoyo a la coalición internacional, Ash Carter dio la bienvenida al anuncio.

## La ofensiva

### Fase Uno: Aislando Raqa del norte

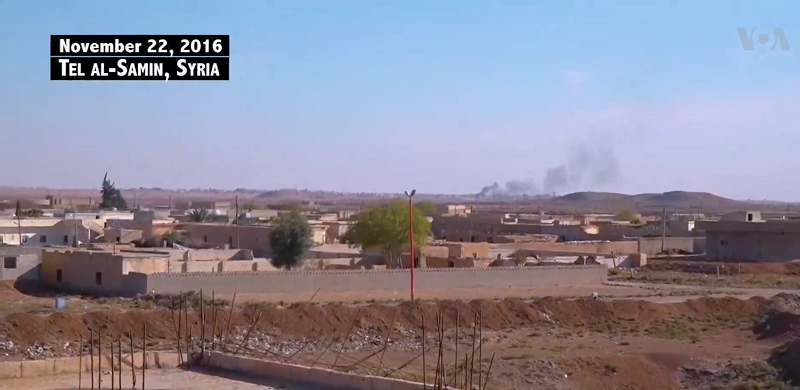
Tal Saman después de ser capturado por las SDF

El 6 de noviembre, las SDF capturaron seis pueblos, incluyendo Wahid, Umm Safa, Wasita, Haran, al-Adriyah y Jurah del sur y al sureste de Ayn Issa. El Estado islámico detonó cuatro coches bomba en el primer día de la ofensiva.
El 8 de noviembre, las SDF informaron que habían tomado control de 11 pueblos cercanos a Ayn Issa. Las SDF también denunciaron que ISIL utilizó varios coches bombas contra sus fuerzas. El 11 noviembre, las SDF capturaron una docena de pueblos y la ciudad de Al-Hisbah, la cual había servido como sede local para ISIL. Al día siguiente, las SDF continuó su atque contra Daesh en el área alrededor de Tal Saman y Khnez, aumentando el número de granjas y pueblos capturados a 26.
El 14 de noviembre, el SDF informó la conclusión de la Primera Fase de las operaciones, declarando que han sido capturados: 500 kilómetros cuadrados, 34 pueblos, 31 villas y siete colinas estratégicas, junto con la muerte de 167 milicianos islamistas. Las SDF empezaron a asediar Tal Saman, al norte de Raqa, mientras Daesh lanzó un contraataque cerca a Salok en el campo oriental de Raqa para forzar a las SDF a partir sus fuerzas y abrir un frente nuevo. Al día siguiente, las SDF atacaron Tal Saman, capturaron 10 pueblos y granjas. Por 19 noviembre, el SDF había capturado Tal Saman y había empujado a sus defensores al campo circundante. Con esto, la primera fase de la ofensiva se consideró completada.

### Preparación para la segunda fase

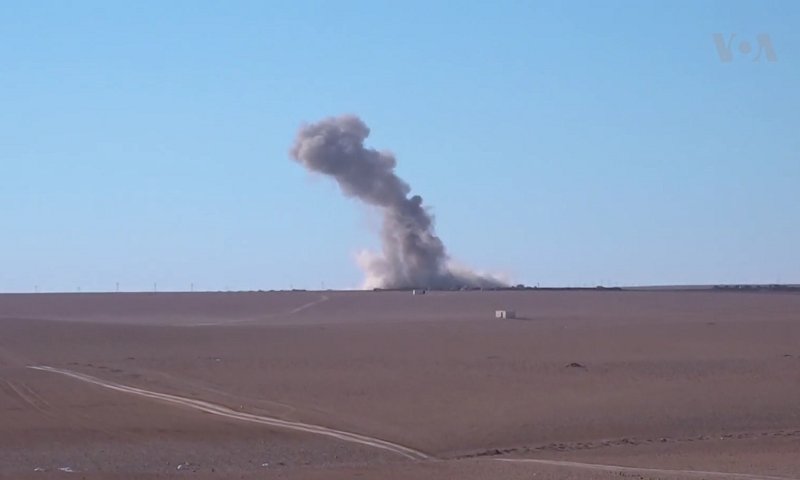
Un ataque aéreo de la Fuerza Aérea de Estados Unidos en una posición de Daesh al norte de Raqa

La segunda fase de la ofensiva apuntaba a aplicar un bloqueo total a la ciudad de Raqa. El 21 de noviembre, el SDF capturó dos más pueblos, mientras ISIL lanzó un contraataque a Tal Saman. En los días próximos, el SDF intentó un avance a al-Qalita, pero era incapaz de romper la línea de defensa de Tal Saman. El 24 de noviembre, unos militares de EE. UU. resultaron heridos después de pisar un dispositivo explosivo improvisado cerca la ciudad de Ayn Issa, al del norte de Raqqa.
El 25 de noviembre, Estado Islámico movilizó refuerzos desde Irak, entre ellos expertos en explosivos y desertores del Ejército iraquí. Al día siguiente, lanzó un contraataque, retomando partes de Qaltah y una estación de bomba de agua cercana. Boubaker Al-Hakim, un comandante de Daesh quién estuvo relacionado al tiroteo de Charlie Hebdo, fue asesinado en un ataque aéreo americano en Raqa el 26 de noviembre. Según el Ejército iraquí declaró en abril de 2017 que todavía pueda estar vivo.
El 27 de noviembre, las SDF anunciaron la segunda fase de la ofensiva Al menos cinco combatientes kurdos fueron asesinados al norte de Raqa el 29 de noviembre. Entretanto, Daesh sufrió la deserción de dos comandantes, quienes huyeron de Raqa para unirse a Jabhat Fateh al-Sham en Idlib. El 4 de diciembre, un drone de la coalición atacó en Raqa asesinando dos dirigentes de Daesh que habían ayudado en los Atentados de París y otro quién estuvo implicado en un ataque de suicida en Bélgica en 2015. Tres días más tarde, una brigada árabe de más de 1,000 hombres y mujeres del Raqa se unieron a las SDF. Más de 1,500 luchadores árabes entrenados por la coalición se unieron al ataque.

### Fase Dos: Aislando Raqqa de su campo occidental

#### Avances iniciales

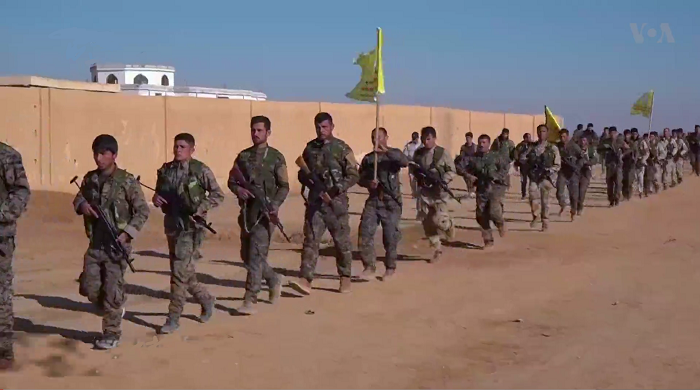
Militantes de las SDF al noreste de Raqa después del inicio de la segunda fase de la ofensiva.

Las SDF lanzaron la segunda fase el 10 de diciembre, con el objetivo de capturar el noroeste, el occidente de Raqqa y la base de Tabqa. Se anunció la participación de grupos árabes, como las Fuerzas de Élite, Jabhat Thuwar al-Raqqa. Durante el primer día, el SDF empezó a atacar el sur del dique de Tishrin y capturaron al-Kiradi. Los Estados Unidos anunciaron el envío de 200 soldados más para asistir a las SDF. Al día siguiente, capturaron siete más pueblos de ISIL. El 12 de diciembre, el capturaron cuatro pueblos así como muchas villas al sur del dique de Tishrin. Liberaron cinco pueblos durante los siguientes dos días. El 15 de diciembre, las SDF capturaron tres pueblos.
En los siguientes cuatro días, capturaron 20 pueblos, alcanzando al Lago Assad. En respuesta a estas pérdidas territoriales, Daesh realizó más ataques suicidas contra las SDF así como objetivos civiles. El 19 de diciembre, Daesh lanzó un contraataque para recuperar cuatro pueblos en el noroeste, pero el ataque fue repelido después de unas cuantas horas. La noche siguiente, las fuerzas de Daesh retrocedieron en 54 pueblos, dejándolos para ser capturados por el SDF. El SDF declaró que habían capturado 97 pueblos durante la segunda fase, y haber empezado a avanzar a Qal'en Ja'barra.

#### Batalla de Jabar

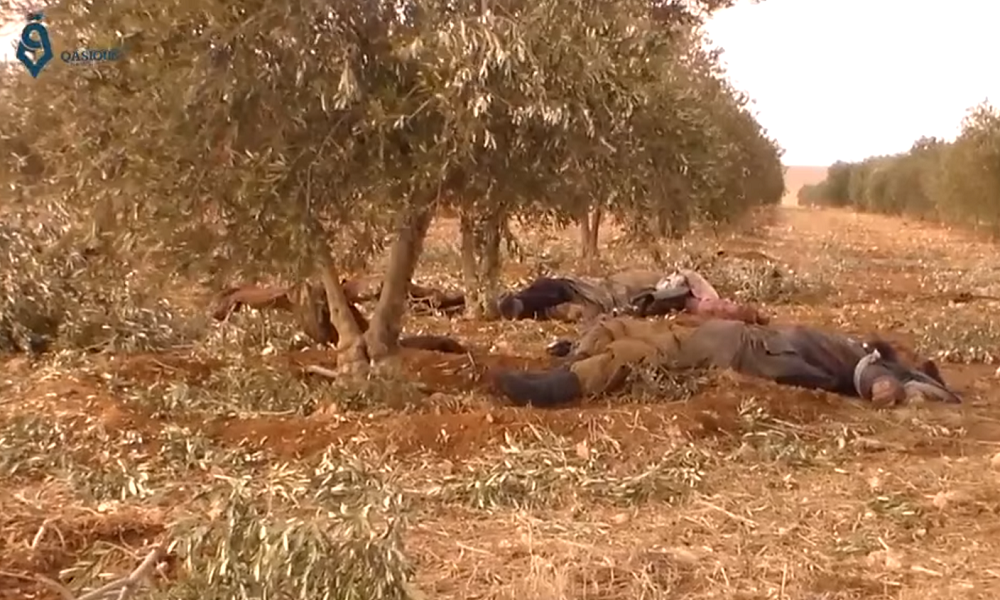
Muertos de ISIL cerca de Mahmudli

El 21 de diciembre, el SDF capturó cinco pueblos cercanos a Qal'en Ja'barra, incluyendo Jabar, el cual sirvió como el principal centro de suministro para Daesh. La coalición empezó a moverse hacia Suwaydiya Saghirah y Suwaydiya Kabir, los últimos pueblos antes de Tabqa. Incluso aunque Daesh lanzó un contraataque hacia Jabar, las SDF atacaron otra vez el 23 de diciembre, logrando capturarlo. En la tarde Daesh lanzó un contraataque con coches bomba. Las fuerzas de Daesh al día siguiente finalmente fueron forzadas a retirarse después de que las SDF rompieran su defensas en Jabar; resistiendo en el interior de la ciudad.
Para el 25 de diciembre Daesh finalmente se retiró de Jabar, lo cual dejó a las SDF a 5 kilómetros (3.1 mi) de Tabqa, el 26 diciembre, finalmente aseguraron Jabar. Un contraataque un día más tarde terminó con el asesinato en un ataque aéreo de los EE. UU. de Abu Jandal al-kuwaití. Al-kuwaití, también conocido Abdulmuhsin al-Zaghelan al-Tarish, era el comandante que dirigía la defensa de la región de Raqqa. Entretanto, Amaq la agencia Noticiosa de Daesh declaró que Iman Na'im Tandil (seudónimo: Abu 'Umar Al-hindi), uno de los pocos luchadores indios activos en Siria, también había sido asesinado durante la lucha por Jabar.

#### Batalla por los alrededores de Jabar

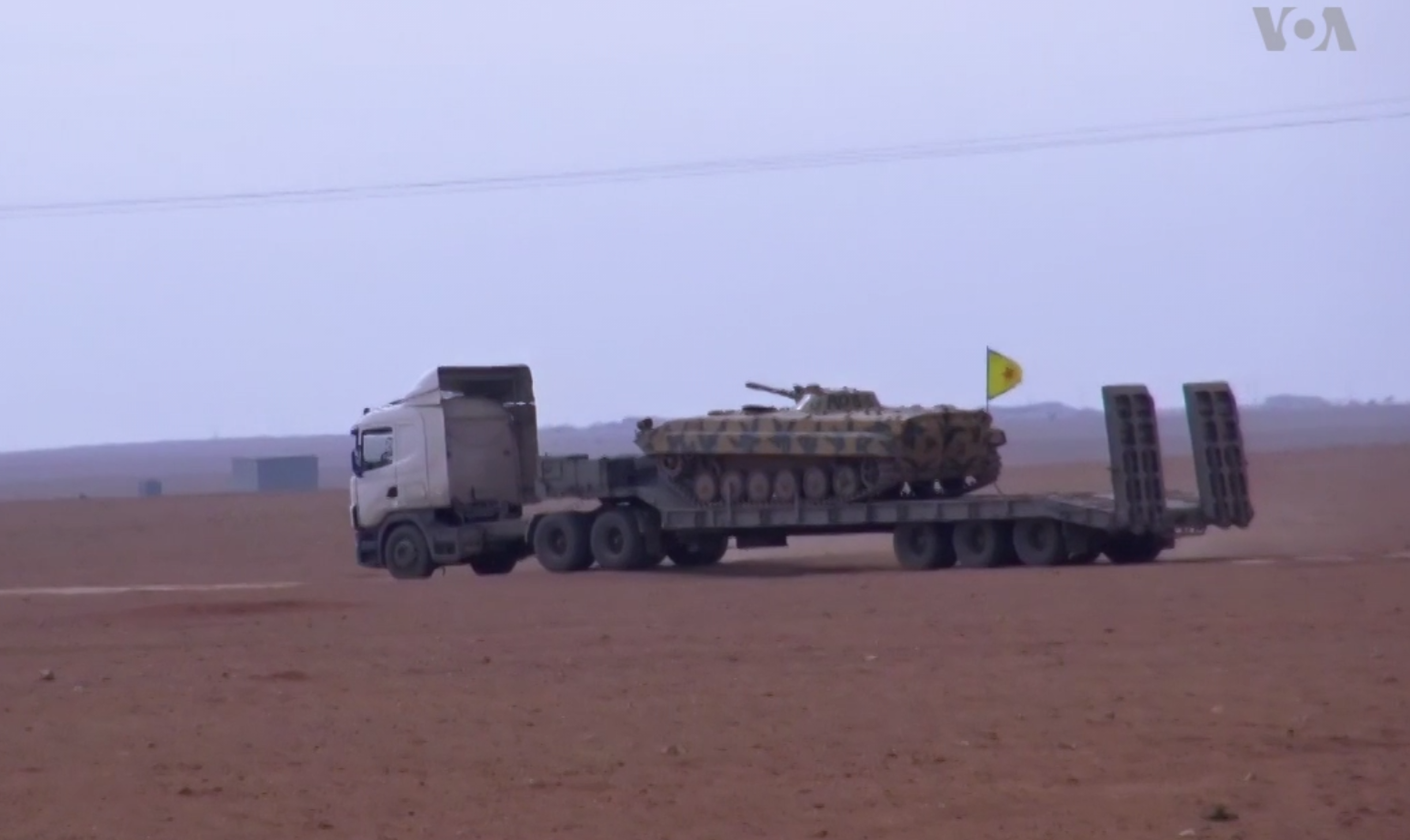
Un BMP de las YPG, siendo transportado al frente de Mahmudli el 4 de enero

##### Primera semana
El 27 de diciembre, Daesh lanzó un ataque contra Secol en el campo norte. Al día siguiente, las SDF anuncian la captura de Hadaj después de dos días de duras luchas, mientras otro contraataque contra Jabar fue repelido. Mahmud al-Isawi, director de finanzas para los dirigentes del grupo quién también trabajó en propaganda e inteligencia de Daesh, fue asesinado el 31 de diciembre en un ataque aéreo de coalición dirigido en EE. UU. en Raqqa. Después de tres días de lucha, las SDF capturaron la mayoría de Mahmudli, la ciudad más grande del Al-Jarniyah, el 1 de enero de 2017. Daesh contraatacó en un intento de recuperar la ciudad. Las SDF anunciaron que desde el lanzamiento de la segunda fase habían capturado 110 pueblos, asesinado a 277 islamistas, y capturando 13.
También, el 1 de enero, resumieron su ofensiva en el frente norte, adelantando 6 km al sur de Decir Saman. Capturando nueve pueblos en esta área en los siguientes tres días. Entretanto, Daesh aumentó la vigilancia sobre los usuarios de Internet en Raqa. Había castigos duros por acceder a sitios anti-Daesh. Varios activistas en línea en Raqa fueron capturados y torturados o ejecutados. El 4 de enero las SDF rodearon Wydian al norte de Tabqa

##### Segunda semana

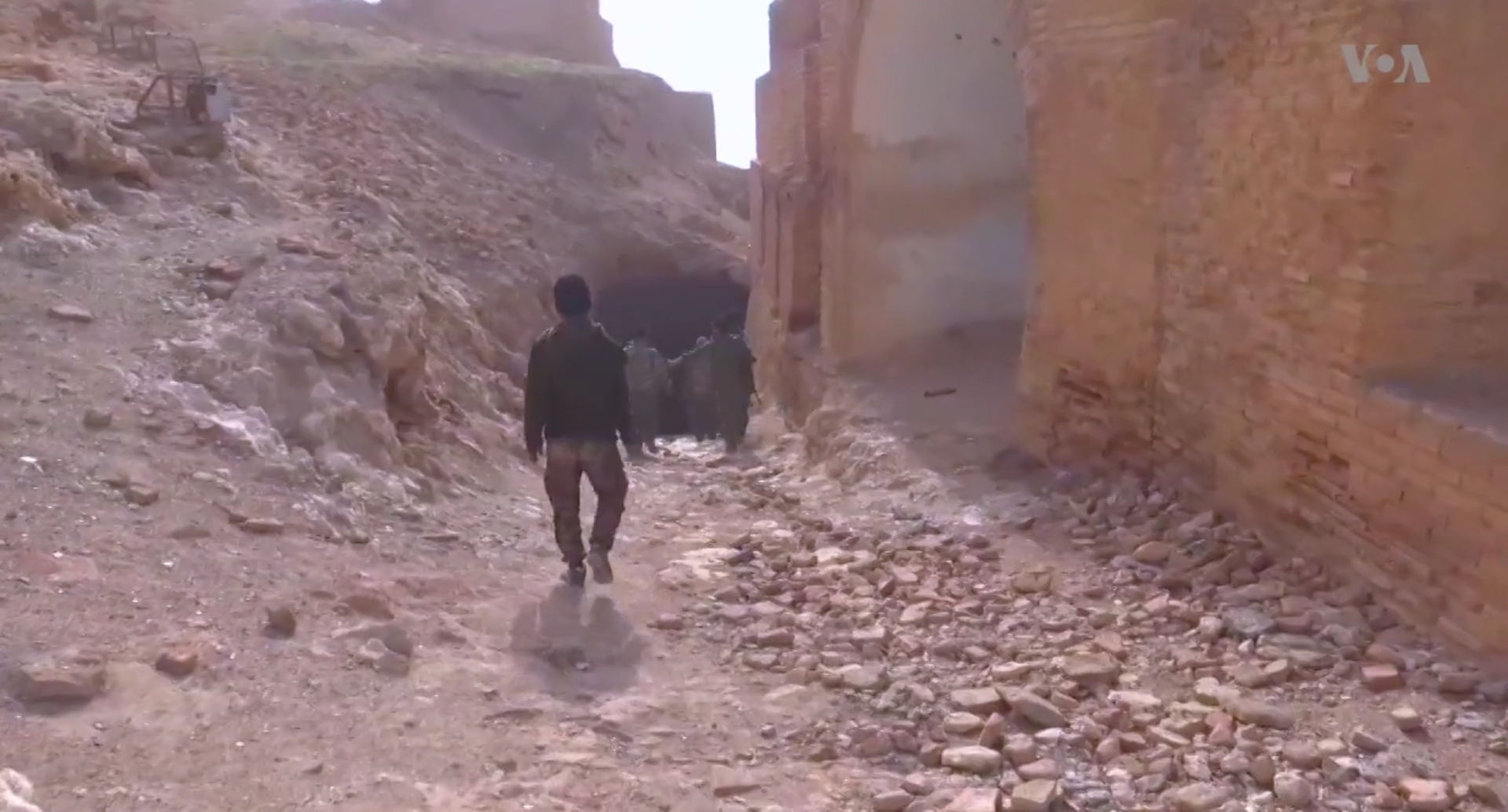
Militantes de las SDF examinan Qal'en Ja'barra. Daesh construyó túneles y depósitos de armas en el castillo medieval.

Las SDF capturaron Qal'en Ja'barra el 6 de enero asesinando a 22 islamistas. El mismo día, Daesh movió 150 prisioneros de Tabqa ciudad debido a la ofensiva. Las SDF más tarde capturaron ocho pueblos y cinco poblados en el frente de Ayn Issa, entre ellos Nasiriyah,Umm Hajirah ,Bir Al-Dari y Talaj. El 7 de enero, las SDF capturaron: Dabashiyah, Al Shiyara, Mashrafa, Abu Susah en el frente de Ayn Issa y los estratégicos Suwaydiya Gharbi y Suwaydiya Saghirah, alcanzando las afueras de Tabqa. Daesh recapturó Suwaydiya Saghirah al día siguiente después de un contraataque, mientras un dirigente local del grupo fue asesinado en enfrentamientos.
El 8 de enero de 2017, fuerzas especiales de EE. UU. se desplegaron en Al-Kubar, entre Raqqa y Deir ez-Zor, matando al menos a 25 militantes en la operación de dos horas. El 9 de enero, las SDF capturaron otro pueblo, junto con tres villas.

##### Tercera semana
El 10 de enero, Daesh lanzó un contraataque en el frente de Jabar recuperando varias posiciones. Publicando fotos de los combatientes muertos de las SDF, anunciando la muerte de 70 de ellos. Aun así, las SDF recuperaron el control de Jabar y Qalat Jabar unos cuantos días más tarde.
Daesh atacó a Jib Shair, intentando resistir los avances desde el norte, pero fueron repelidos al día siguiente, después de que las SDF capturaron seis villas. Las SDF más tarde anunciaron que sus fuerzas del frente de Ayn Issa y del frente de Qadiriya se encontraron en Kurmanju, asediando una bolsa de 45 pueblos y 20 villas. Siendo capturados al día siguiente, resultando en la liberación de 460 kilómetros cuadrados. Otro pueblo fue capturado por las SDF el 13 de enero. El 15 de enero, avanzaron a Suwaydiya Kabir, mientras que Daesh lanzó un contrataque contra Mahmudli y un pueblo cercano. El ataque fue repelido después de varias horas de lucha. Las SDF liberaron tres pueblos durante el día, mientras que Suwaydiya Saghirah fue recapturado.

##### Cuarta semana
El 17 de enero de 2017, 28 tribus árabes de Raqqa anunciaron su apoyo a las SDF. Las SDF atacaron Suwaydiya Kabir al día siguiente. Entretanto, aproximadamente 2,500 luchadores locales se habían unido el ofensivas. El 19 de enero, ISIL lanzó un contraataque contra Suwaydiya Saghirah, apoyado por morteros y ametralladoras pesadas. Las SDF otra vez atacaron Suwaydiya Kabir el 20 de enero, y lo capturaron el 22 de enero después de enfrentamientos, con el soporte de las fuerzas especiales de EE. UU.

#### Avances en el norte y el asalto a Tabqa

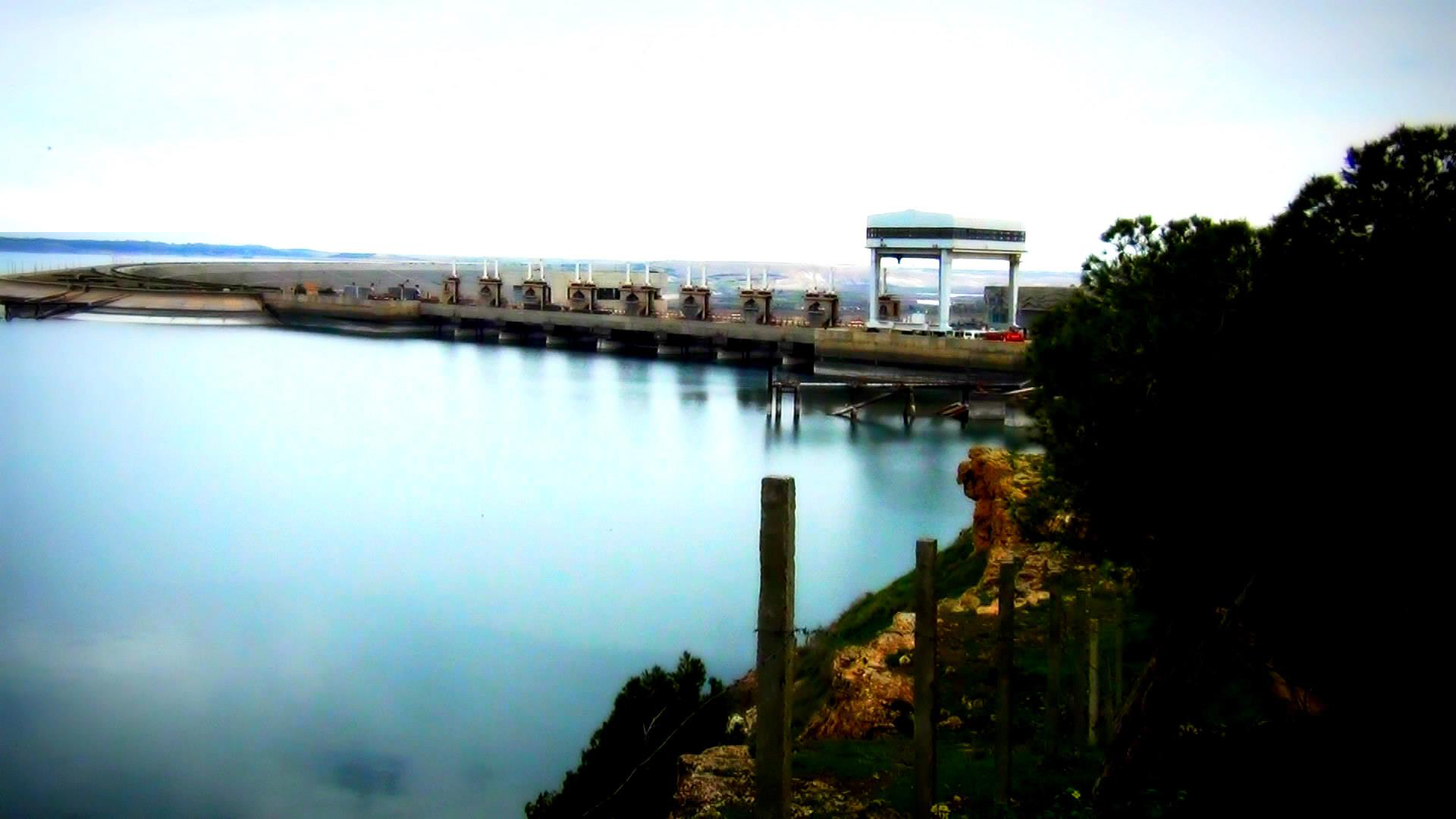
Dique de Tabqa en 2014

El 1 de marzo tomaron la aldea de Abu Kahef al sur de Mabij, el consejo militar de Manbij también reconoció la ofensiva de las FSA.

El 2 de marzo se anuncia un acuerdo con el gobierno para controlar Mabij y su frontera occidental, aunque el consejo militar de Manbij anunció que no se retirarán de la zona.
Defending the civilians and protecting them from the adverse impact of the war, ensuring the security of Manbj and frustrating the invasion plans of the Turkish army against Syrian soil are the goals we we have taken for all the peoples living on the lands of Syria. In order to realize these goals of ours, we as Manbij Military Council state that we have handed over the defense of the line – where villages between the positions of our forces in western Manbij and Turkish-affiliated gangs are located – to Syrian state forces as part of the alliance we have made with Russian officials.
El 3 de marzo las SDF anuncian la recaptura de Jubb al Hamir de las FSA. Se anuncia que grupos afiliados al YPG han atacado a otros partidos en Qmishli, tras la negativa de varios grupos a apoyarlos en la defensa de Manbij.
El 4 de marzo se anuncia la llegada de un convoy humanitario ruso-sirio a Manbij.
El 5 de marzo tras una rueda de prensa las SDF retomaron la ofensiva en Raqa indicando que se había detenido por el mal tiempo.
El 6 de marzo se anunció que las SDF cortaron la vía que comunica Raqa y Deir ez Zor. Un convoy estadounidense fuertemente armado entró en Manbij.
El 7 de marzo el portavoz del Consejo Militar de Manbij Sharfan Darwish ha confirmado a Reuters que cinco localidades han sido entregadas a las fuerzas gubernamentales de Siria, según el acuerdo alcanzado entre las fuerzas apoyadas por EEE. UU. y Rusia. El compromiso supone la entrega de hasta 20 municipios al norte de Manbij al Ejército de Siria con el fin de crear una zona colchón entre la milicia kurda y los turcos.
El 9 de marzo se capturó las villas de Kajla, Jabar Minkal, Gubar. EE. UU. anuncia el envío de 1000 soldados para la operación en Raqa, así como el despliegue de tropas en Manbij para disuadir a las FSA de asaltar la ciudad.
El 10 de marzo se liberó las granjas de al-Hajaj y al-Wedyan en Bīr al-Hiba y la villa de Mashhouri cerca deJazra, así como las villas de Mat'ab and Al-Hajjaj.
El 15 de marzo continua la lucha interna en las SDF se acusa a las PYD de dinamitar un centro de la KNC que es un grupo opositor.
El 16 de marzo se anuncia la captura de Hamad a 40 km de Raqa mientras continúa el avance siguiendo la carretera que conecta con Deir ez Zor.
El 17 de marzo se anuncia que producto del conflicto interno en las SDF 44 oficinas de distintos grupos políticos y diversas organizaciones armadas han sido destruidas o vandalizas en el transcurso de una semana.
El 18 de marzo Daesh lanzó una contraofensiva al este de Raqa retomando el control de Khas Habal y Khas Ajeel.
El 19 de marzo las tropas kurdas abandonaron la zona cedida a las SAA en el oeste de Manbij, se anuncia que el asalto a Raqa se dará en abril, en la cual el 18 % serán tropas de las YPG.
El 20 de marzo se informa que Rusia está estableciendo una base militar en el noroeste de Siria tras llegar a un acuerdo con las fuerzas kurdas, a las que entrenará para «combatir el terrorismo». Redur Yelil, el portavoz de las Unidades de Protección Popular, ha dicho que el acuerdo con Rusia se selló el día anterior y las tropas rusas ya han llegado a la ciudad noroccidental de Afrin con vehículos blindados. Se informa de la captura de la estación de bombeo Muhammadiyah y la villa de Cerqa, así como parte de Kharama.
En enero de 2017, se supo que varios militantes se escondían dentro de la estructura del dique de Tabqa, incluyendo altos cargos.
El 23 de enero, las SDF empezó a avanzar hacia el Dique de Tabqa, espoleando a Daesh a abrir sus turbinas para elevar los niveles del río Éufrates. Esto fue visto como un intento de obstaculizar el progreso Kurdo, lo que causó que el nivel de agua del Éufrates aumentara a su nivel más alto en 20 años. Coincidiendo con esto, las fuentes pro-SDF informaron que fuerzas especiales de EE. UU.  y unidades de las SDF habían lanzado una redada en Al-Thawrah a través del río. El 24 enero, las SDF comenzaron una operación para capturar partes de la ciudad, y tener el control del dique desde el sur, en un intento de cercar a Daesh. La entrada a los cuartos de control del dique estaban bien defendidos, y con la amenaza de inundación, las SDF y las fuerzas de EE. UU. se retiraron de ambos lados del Tabqa Dique y la ciudad de Al-Thawrah, después de que Daesh cerró las turbinas del dique.
El 17 de febrero, las SDF anunciaron el lanzamiento de la segunda etapa de la tercera fase, apuntado a capturar el campo oriental de Raqa cercano a Deir ez-Zor. En el mismo día las SDF capturaron dos pueblos al norte de Deir ez-Zor y a 6 kilómetros (3.7 mi) del nordeste de Raqa, mientras que la Fuerza Aérea de Rusia condujo ataques aéreos en la ciudad de Raqa por segunda vez desde su entrada a la guerra. Al día siguiente, las SDF capturaron otro pueblo al suroeste de Makman (al norte de Deir ez-Zor) así como otro cercano a Raqa. El 18 de febrero, las SDF liberaron una prisión al noreste de Raqa. Más tarde capturaron tres pueblos en Deir ez-Zor. Al día siguiente, las SDF capturaron cinco pueblos al este de Raqa. El 20 de febrero, capturaron cuatro pueblos en Makmen, incluyendo Sebah al-Xêr así como una estación base de Syriatel, cortando la carretera entre Makman y Raqa. Además, las SDF tomaron el control de un puente sobre el Balikh en el frente oeste.

#### Avance hacia la carretera Raqqa-Deir Ezzor

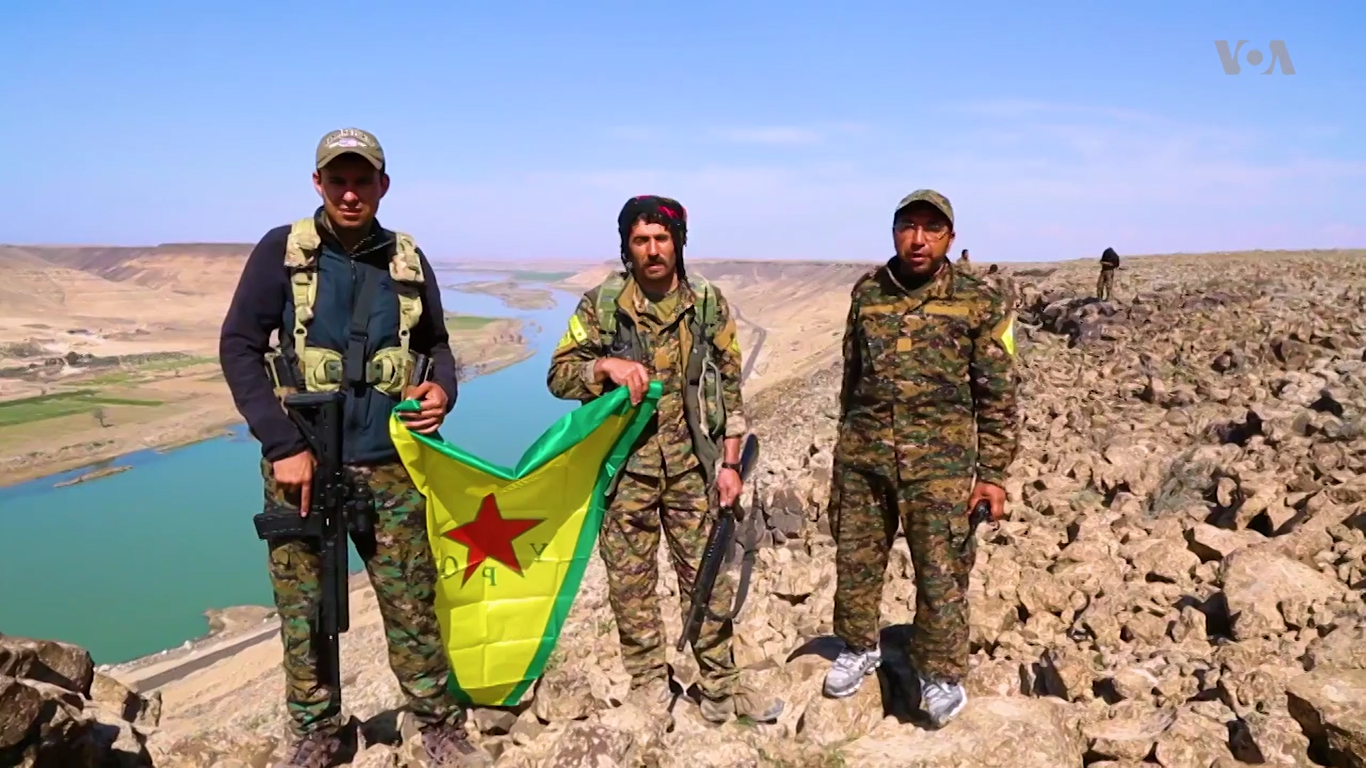
YPG/SDF en las riveras del Éufrates al este de Raqa

La ofensiva se relanzó el 5 de marzo, con la captura de al menos siete pueblos y 15 villas al nordeste del Éufrates, al este de Raqa. La ofensiva había sido detenida debido al mal tiempo, según las SDF. El área capturada por el SDF en aquel día fue de aproximadamente 19 kilómetros cuadrados, y aproximadamente 32 militantes de Daesh fueron asesinados en los enfrentamientos. Después de avanzar el 6 de marzo, las SDF cortaron la carretera entre Raqa y Deir ez-Zor, la cual era la última carretera libre a la ciudad, y alcanzado el Éufrates. Las SDF capturaron seis pueblos, la base militar de Al-Kubar, y el puente de Zalabiye. El 8 de marzo, las SDF tomaron el control de la colina Menxer en el campo oriental, mientras elementos de 11.º Unidad Expedicionaria de Marines fue desplegada al norte de Siria, junto con una batería de artillería M777 Howitzers para apoyar el ataque en Raqa. Entretanto, aproximadamente 150 militantes de Daesh de Hama y Deir ez-Zor fueron movilizados para reforzar Raqa, a pesar del asedio parcial que había sido impuesto a la ciudad.
El 9 de marzo, las SDF capturaron la colina de Menxer, junto con tres villas en los dos frentes cerca de Raqa. 244 insurgentes árabes del campo de Raqa se unieron a las SDF. Al siguiente día, las SDF avanzaron desde Abu Khashab, capturando tres villas. El 12 de marzo las SDF liberaron Khas Ujayl, al sureste de Raqa en el frente de Abu Khashab, mientras Daesh lanzaba continuos contraataques para retener el avance. Alrededor de 230 milicianos de Estado Islámico entraron en Raqa para reforzar la guarnición.
El 14 de marzo las SDF capturaron Khass Hibal y los silos de Al-Kulayb, a lo largo de la carretera Raqqa-Deir Ezzor. Al día siguiente las SDF capturaron los silos The SDF captured los silos de Hamad Asaf. Al día siguiente, la villa de Al Kulayb y Hamad Assaf también fueron capturados. El 17 de marzo, un comandante de las YPG anuncia que el asalto a Raqa iniciaría en abril, y que las YPG estarían al frente de la operación, a pesar de la negativa turca. Sin embargo, el portavoz del pentágono Jeff Davis negó que en ese momento existiera un plan establecido para asaltar la ciudad de Raqa.

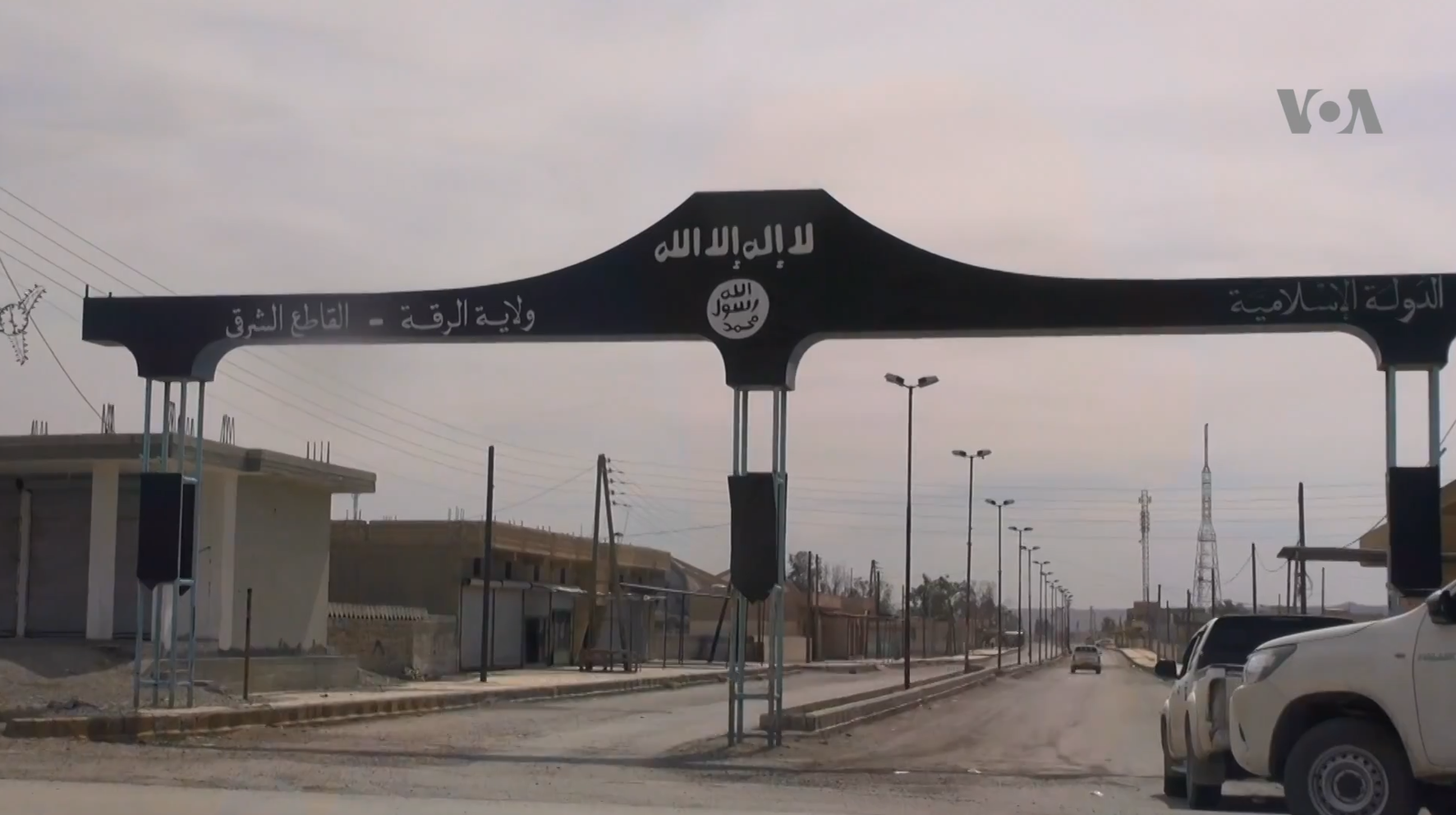
El pueblo de al-Karama, después de su liberación de Estado Islámico

El 19 de marzo las SDF atacaron al Karama tomándola al día siguiente. Otra villa fue liberada el 22 de marzo en el frente de Abu Khashab. Mientras tanto, Syrian Observatory for Human Rights (SOHR) y Raqqa is Being Slaughtered Silently (RIBSS) denunciaron que la coalición bombardeo una escuela que estaba siendo usada por desplazados al oeste de Raqa el 20 de marzo. SOHR denunció la muerte de 33 civiles mientras que RIBSS expresó que no conocía el número exacto pero que se encontraban alrededor de 50 familias en el interior. Las SDF continuaron el avance en el campo oriental de Raqa el 23 de marzo, capturando 2 villas más en el frente de Abu Khashab, permitiendo capturar una pequeña bolsa a Daesh. El 24 de marzo, las SDF tomaron el control de dos villas en el campo oriental de Raqa.

### Batalla por el campo de al Tabqa

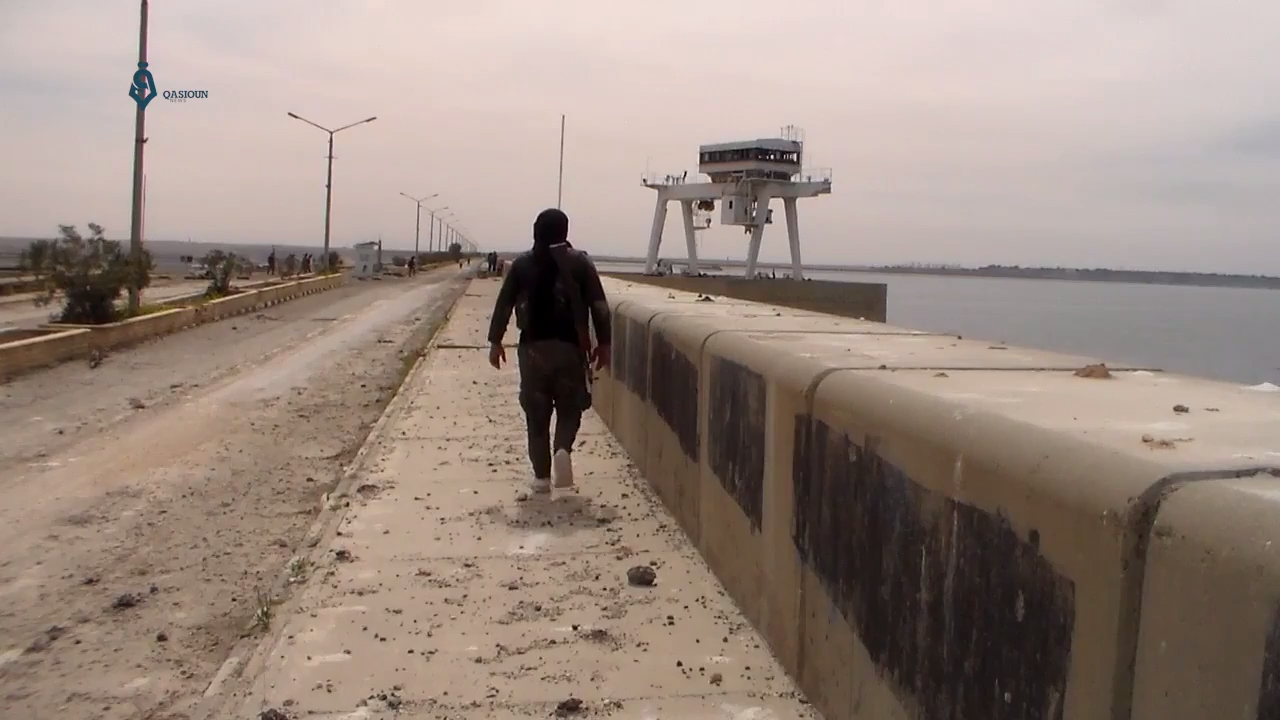
SDF en la presa de Tabqa el 26 de marzo

El 22 de marzo, las SDF comenzaron la captura de la presa de Tabqa y la ciudad de al-Thawrah, junto con su aeródromo. Quinientos milicianos de las SDF y 500 soldados de las Fuerzas Especiales de Estados Unidos, fueron aerotransportados por helicópteros a través del Éufrates, en la península de Shurfa al oeste de Tabqa. El ataque fue apoyado por artilleros de los Marines estadounidenses. También fueron desplegados en la isla de Jazirat al-'Ayd. Cuatro aldeas al sureste de Tabqa fueron capturados en el ataque:  Abu Hurayrah, al-Mushayirafah, al-Krain, y al-Jameen. Las SDF avanzaban en dirección a la ciudad, se lanzaron panfletos pidiendo a la población que escape de las zonas de combate. La coalición anunció que el avance había cortado la posibilidad del avance del ejército árabe sirio a la ciudad y a al Raqa.

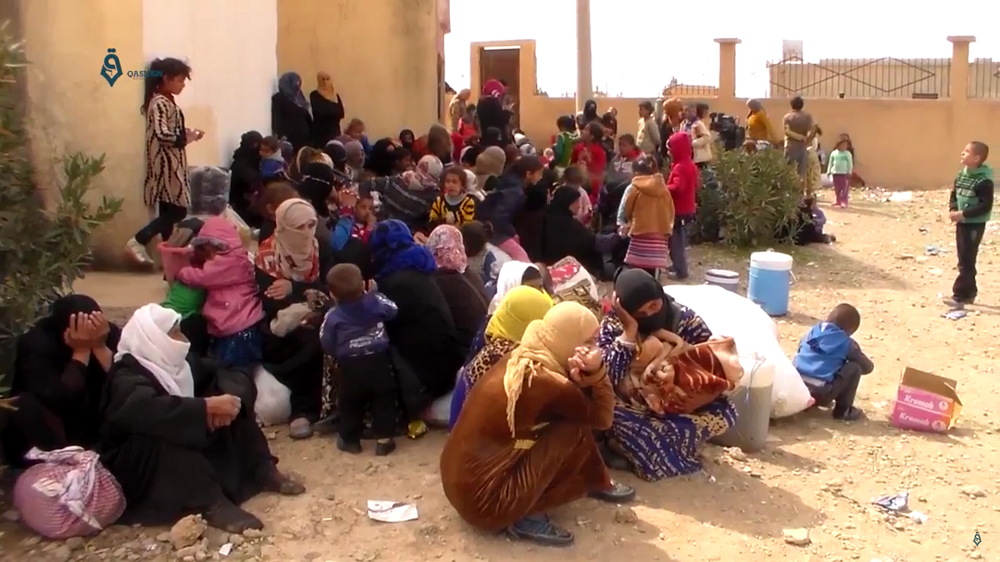
Refugiados de al-Thawrah (Tabqa) que escaparon de los combates

Bombardeos de la coalición mataron a 25 civiles en Tabqa. El 23 de marzo, circularon reportes de lucha en la represa y su captura por unas horas. Sin embargo, estos reportes fueron desmentidos por las SDF.
El 24 de marzo, el portavoz de las SDF Jihan Sheikh Ahmed anunció que habían alcanzado la represa y estaban luchando en la entrada. El mismo día, las SDF liberaron 8 poblados al suroeste de Al-Thawrah, acercándose al aeródromo.
El 26 de marzo las SDF liberaron 2 poblaciones al este de la ciudad. Daesh denunció que los bombardeos de la coalición habían dañado la presa y estaba en riesgo de colapso por estar cerradas todas las esclusas. Sin embargo, tanto las SDF como la coalición negaron los hechos. Talal Silo anunció que las SDF estaban atacando el aeródromo de Tabqa y que controlaban el 60% de la estructura, siendo finalmente capturada tras 24 horas de lucha. Los defensores de la base huyeron a la ciudad, permitiendo a las SDF tomar dos aldeas más.

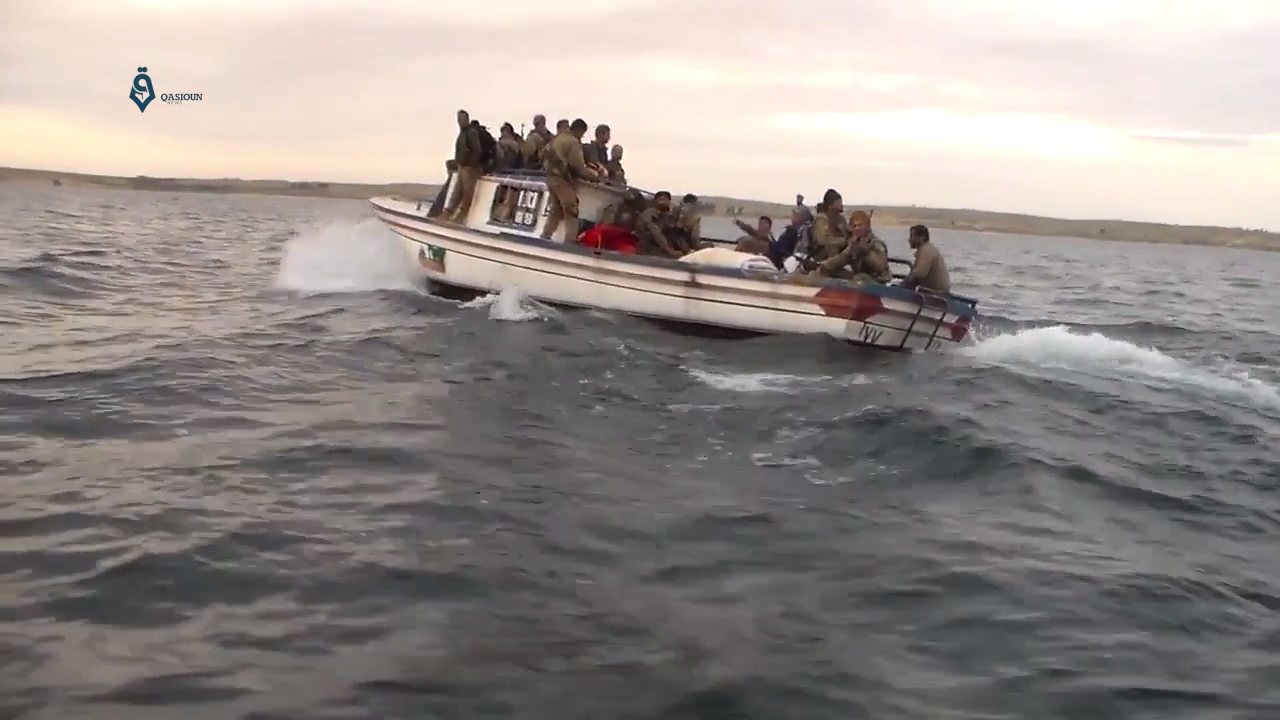
Un bote llevando milicianos de las SDF el 9 de abril

El 6 de abril, fuerzas especiales estadounidenses realizaron un despliegue en la ciudad de Mayadin, en Deir ez-Zor, asesinando a Abdul Rahman al-Uzbeki, un comandante de alto rango de Daesh.
Las SDF capturaron Ibad, al este de Safsafah, el 9  de abril, muriendo 25 milicianos de Estado Islámico en los combates. Daesh también trató de lanzar un contraataque sobre Safsafah, y el aeródromo de Al-Tabqa. Las SDF capturaron otro poblado cerca de Tabqa al día siguiente.
El 11 de abril la coalición anunció que las SDF habían capturado el 60% de la represa de Tabqa. El 13 de abril, la coalición bombardeo por error posiciones de las SDF asesinando a 18 milicianos de las SDF.